# 1677 год в науке
В 1677 году произошли различные научные и технологические события, некоторые из которых представлены ниже.

## События
- Роберт Гук был назначен секретарём Лондонского Королевского общества и пробыл на этом посту до 1683 года.

## Публикации
- Посмертно опубликован учебник математики английского педагога и гравёра Эдварда Кокера. Книга стала классическим школьным учебником в Великобритании XVII—XVIII веков и была переиздана более 130 раз. Её краткое название «Cocker’s Arithmetick» вошло в поговорку: according to Cocker (буквально: согласно Кокеру) означает правильно, точно, вне всякого сомнения[1][2].
- На церковнославянском языке вышел музыкально-теоретический трактат «Букварь-грамматика пения мусикийского…» Николая Павловича Дилецкого.

## Родились
См. также: Категория:Родившиеся в 1677 году
- 8 февраля — Жак Кассини (умер в 1756 году), итальянский и французский астроном.
- 17 сентября — Стивен Гейлс (умер в 1761 году), английский физиолог, химик и изобретатель.
- 27 сентября — Иоганн Доппельмайер (умер в 1750 году), немецкий астроном и математик.
- (? возможно, 1678 год) Михаил Иванович Сердюков (умер в 1754 году), русский гидротехник-самоучка и судостроитель, сыгравший исключительную роль в строительстве и развитии новой имперской столицы — Санкт-Петербурга.

## Скончались
См. также: Категория:Умершие в 1677 году
- 21 февраля — Бенедикт Спиноза (род. в 1632 году), нидерландский философ-пантеист.
- 4 мая — Исаак Барроу (род. в 1630 году), английский математик, учитель Ньютона, один из создателей математического анализа.
- 23 мая (день похорон) — Джон Керси (род. в 1616 году), английский математик.
- 5 сентября — Генри Ольденбург (род. в 1618 году), немецкий и английский учёный, секретарь Лондонского Королевского общества, основатель и редактор «Философских трудов Королевского общества».
- 14 октября — Фрэнсис Глиссон (род. в 1597 году), английский врач.